# فینال جام اتحادیه فوتبال انگلستان ۲۰۱۴
فینال جام اتحادیه فوتبال انگلستان ۲۰۱۴ رقابت پایانی جام اتحادیه فوتبال انگلستان در سال ۲۰۱۴ میلادی است که مابین دو تیم منچستر سیتی و ساندرلند در ورزشگاه ومبلی لندن برگزار شده است.
این مسابقه که در تاریخ ۲ مارس ۲۰۱۴ انجام شده با نتیجه سه بر یک به سود منچستر سیتی به پایان رسیده است.

## جزئیات مسابقه
| منچستر سیتی                                    | ۳–۱    | ساندرلند         |
| ---------------------------------------------- | ------ | ---------------- |
| یحیی توره ۵۵' · سمیر نصری ۵۶' · خسوس ناواس ۹۰' | Report | فابیو بورینی ۱۰' |